# Parsuna
Parsuna (rus. парсуна, z lat. persona) je označení pro raný žánr ruských portrétů světských osob, který byl co do techniky a schématu závislý na náboženském ikonopisectví. Představuje určitý mezistupeň ve vývoji k realistickému portrétu v ruském malířství. Parsuny byly malovány od 17. století do poloviny 19. století.

## Galerie

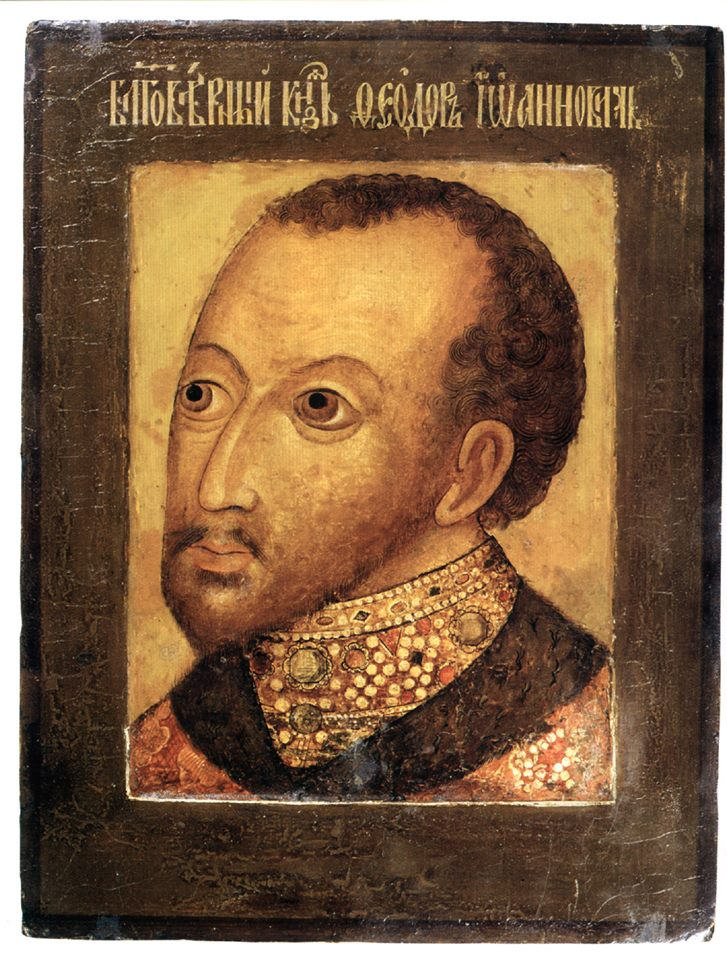
Fjodor I.
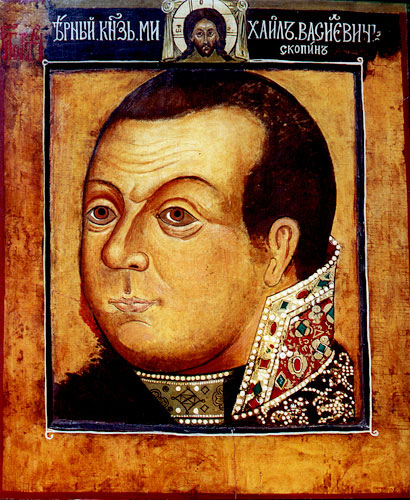
Michail Vasiljevič Skopin-Šujskij
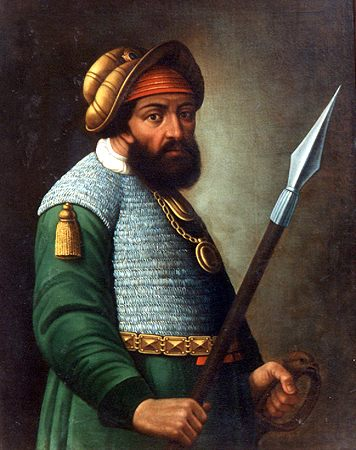
Jermak Timofějevič
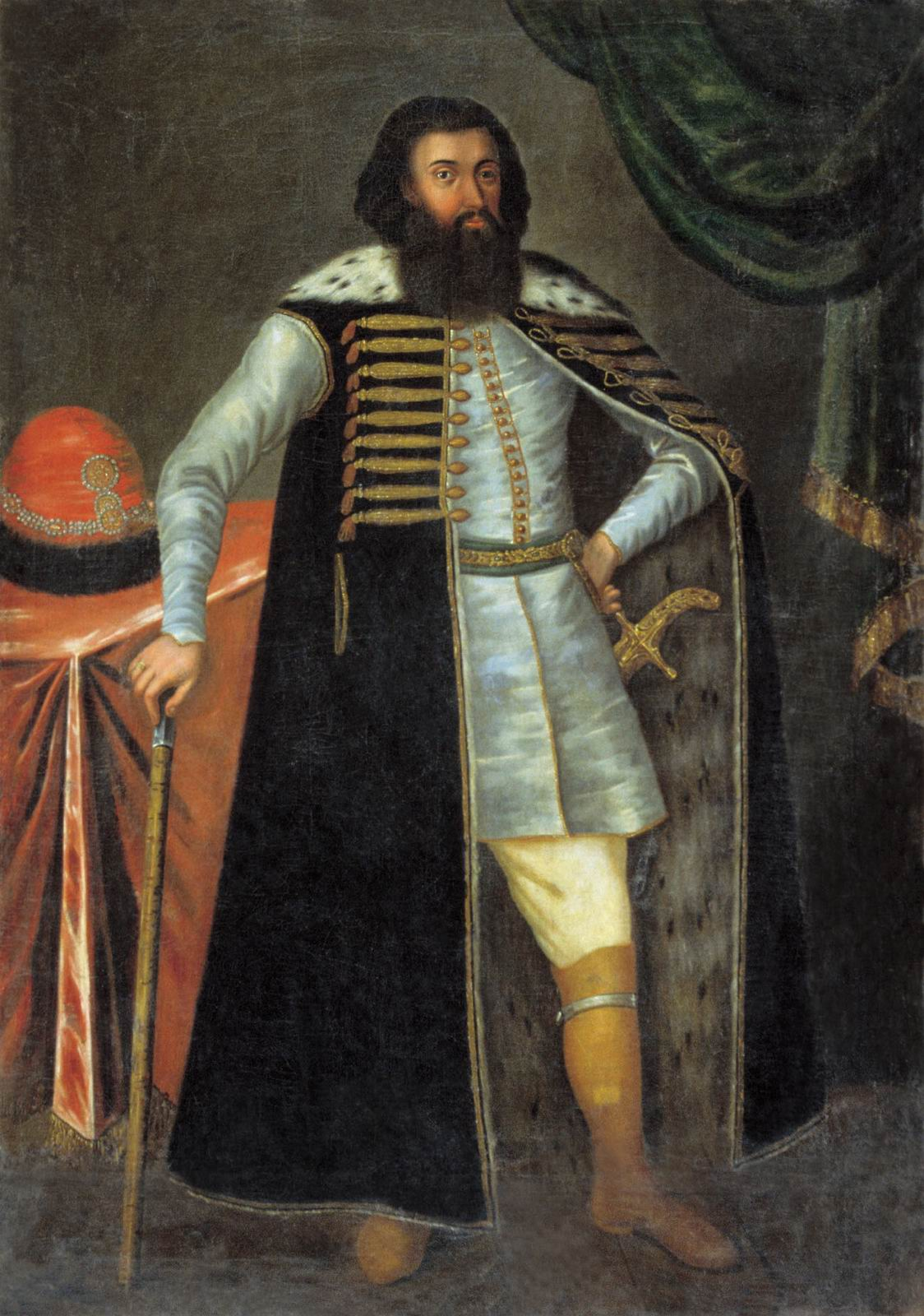
Ivan Borisovič Repnin
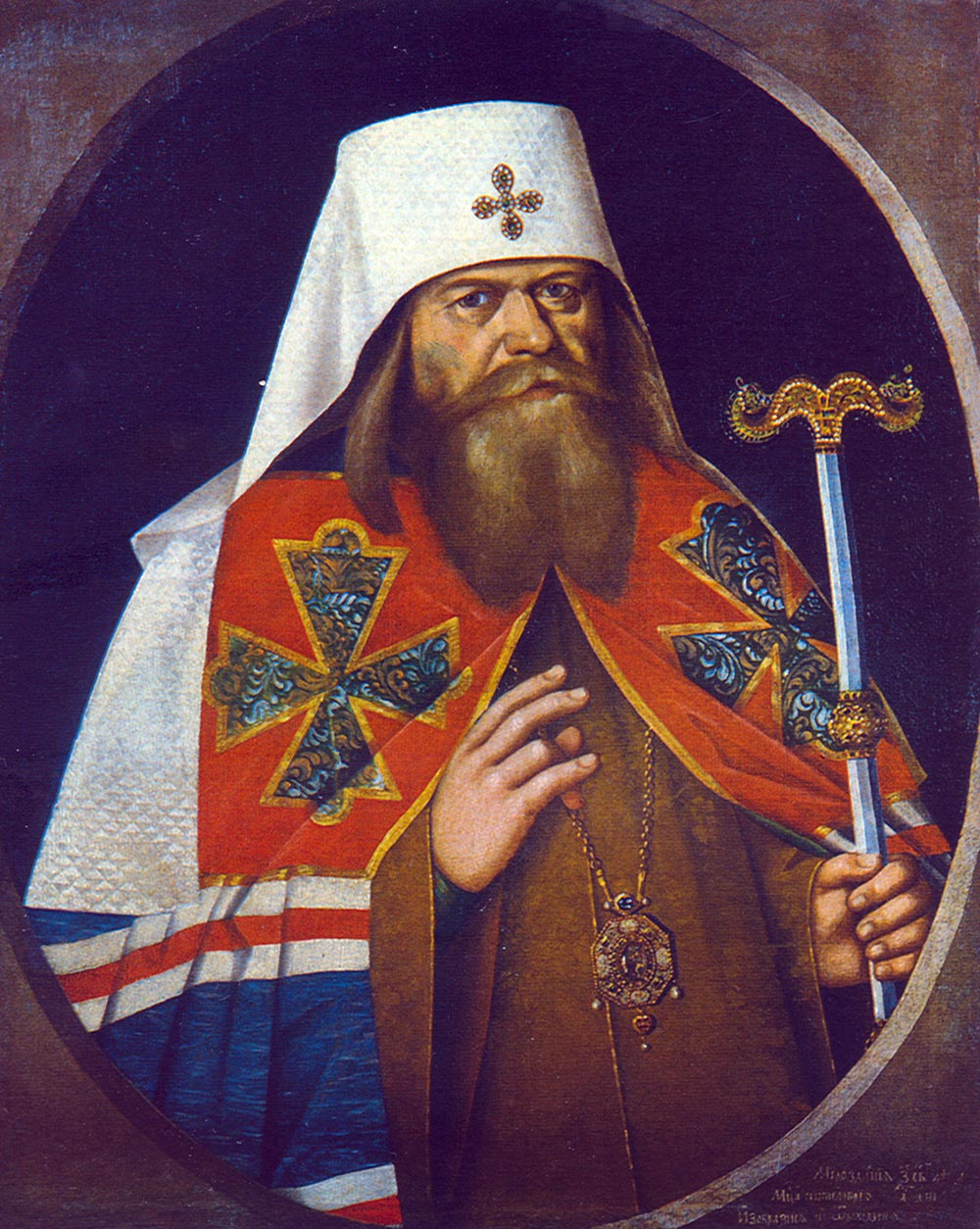
Patriarcha Adrian